# Козаровицька сільська рада
Козаровицька сільська́ ра́да — адміністративно-територіальна одиниця та орган місцевого самоврядування в Вишгородському районі Київської області. Адміністративний центр — село Козаровичі.

## Загальні відомості
Козаровицька сільська рада утворена в 1919 році.
- Територія ради: 40,312 км²
- Населення ради: 1804 особи (станом на 2001 рік)
- Водоймища на території, підпорядкованій даній раді: річка Ірпінь, Київське водосховище

## Населені пункти
Сільській раді були підпорядковані населені пункти:
- с. Козаровичі

## Склад ради
Рада складалася з 14 депутатів та голови.

### Керівний склад попередніх скликань
| Прізвище, ім'я, по батькові   | Основні відомості                                                 | Дата обрання | Дата звільнення |
| ----------------------------- | ----------------------------------------------------------------- | ------------ | --------------- |
| Овсієнко Володимир Сергійович | Сільський голова, 1967 року народження, освіта вища, безпартійний | 26.03.2006   | 31.10.2010      |
| Овсієнко Володимир Сергійович | Сільський голова, 1967 року народження, освіта вища, безпартійний | 31.10.2010   | 25.10.2015      |
| Овсієнко Володимир Сергійович | Сільський голова, 1967 року народження, освіта вища, безпартійний | 25.10.2015   |                 |

Примітка: таблиця складена за даними джерела

### Депутати VII скликання
За результатами місцевих виборів 2015 року депутатами ради стали:

#### За суб'єктами висування
| Суб'єкт висування | Кількість обраних депутатів | %      |
| ----------------- | --------------------------- | ------ |
| Самовисування     | 14                          | 100.00 |

#### За округами
| № округу | Прізвище, ім'я, по батькові   | Ким висунуто  | Дата нар.  | Освіта             | Партійна приналежність | Відомості                                              |
| -------- | ----------------------------- | ------------- | ---------- | ------------------ | ---------------------- | ------------------------------------------------------ |
| 1        | Зеленська Вікторія Михайлівна | Самовисування | 26.01.1957 | вища               | безпартійна            | с. Козаровичі, пенсіонер                               |
| 2        | Несин Алла Вікторівна         | Самовисування | 02.05.1976 | загальна середня   | безпартійна            | с. Козаровичі, тимчасово не працює                     |
| 3        | Клімова Ніна Іванівна         | Самовисування | 07.01.1953 | інші види освіти   | безпартійна            | с. Козаровичі, пенсіонер                               |
| 4        | Овсієнко Віктор Павлович      | Самовисування | 09.01.1962 | середня спеціальна | безпартійний           | с. Козаровичі, тимчасово не працює                     |
| 5        | Сипливець Людмила Іванівна    | Самовисування | 01.04.1967 | вища               | безпартійна            | Козаровицька сільська бібліотека, бібліотекар          |
| 6        | Кирієнко Алла Михайлівна      | Самовисування | 19.09.1979 | вища               | безпартійна            | Державна фіскальна служба України, головний спеціаліст |
| 7        | Чиж Ірина Олександрівна       | Самовисування | 12.09.1967 | вища               | безпартійна            | Козаровицька сільська рада, секретар                   |
| 8        | Бойко Олександра Василівна    | Самовисування | 09.02.1971 | вища               | безпартійна            | ТОВ «Енерджи-ОІЛ», оператор                            |
| 9        | Римаренко Лілія Павлівна      | Самовисування | 04.02.1974 | вища               | безпартійна            | Козаровицька сільська рада, головний бухгалтер         |
| 10       | Мількевич Ніна Петрівна       | Самовисування | 12.06.1954 | загальна середня   | безпартійна            | Магазин с. Козаровичі, продавець                       |
| 11       | Яровий Володимир Олексійович  | Самовисування | 01.09.1948 | загальна середня   | безпартійний           | АТП ТОВ «Димер», механік                               |
| 12       | Тимошенко Тетяна Валентинівна | Самовисування | 19.02.1973 | вища               | безпартійна            | Магазин «Яблунька», продавець                          |
| 13       | Шульга Олег Володимирович     | Самовисування | 27.05.1990 | вища               | безпартійний           | Національна Академія внутрішніх справ України, ад'юнкт |
| 14       | Степовий Андрій Іванович      | Самовисування | 21.02.1988 | вища               | безпартійний           | ТОВ ПРО «Маркетинг», водій                             |